# AOC Ventoux

Departement Vaucluse

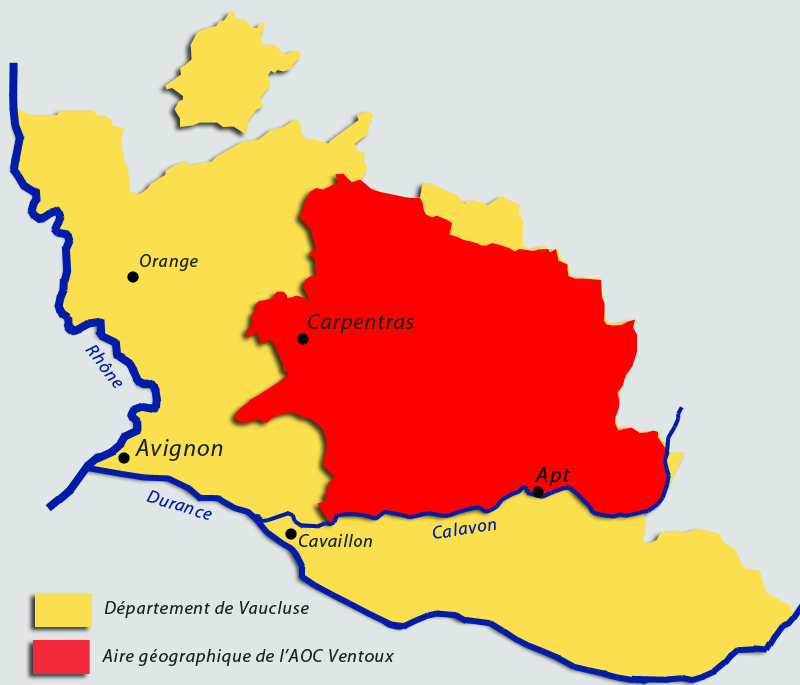
Geografisch gebied van de AOC Ventoux

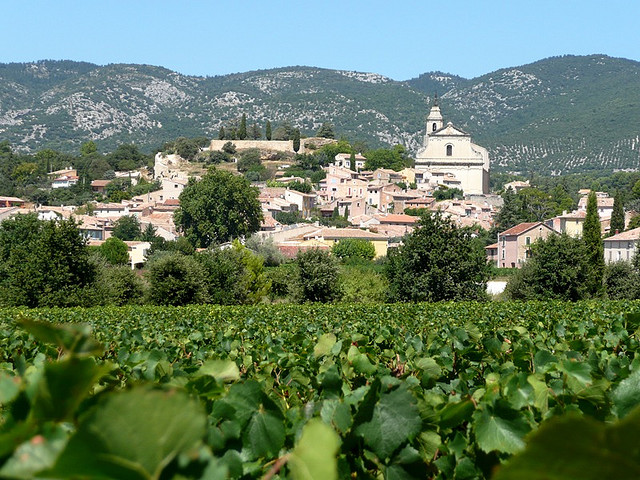
Wijngaard bij Bédoin

Ventoux is een appellation d'origine contrôlée van Franse wijnen uit de streek rond de Mont Ventoux, in de Rhônevallei. Vroeger heette ze Côtes du Ventoux, maar ze is officieel van naam veranderd op 1 november 2008.